# Dorfkirche Wöhlsdorf

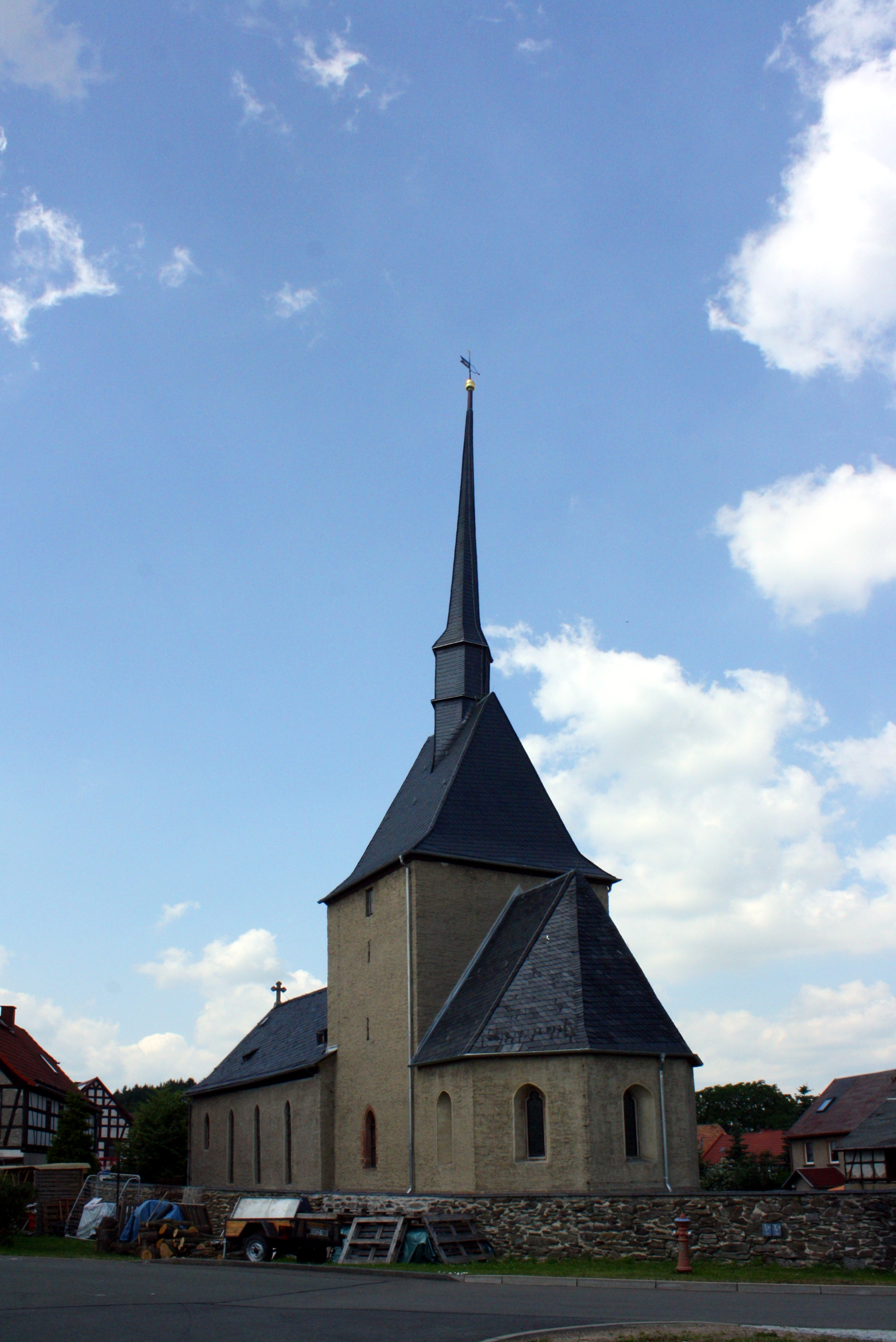
Die Kirche

Die evangelische Dorfkirche Wöhlsdorf steht im Ortsteil Wöhlsdorf der Stadt Auma-Weidatal im Landkreis Greiz in Thüringen. Die Kirchengemeinde gehört zum Kirchenkreis Greiz der Evangelischen Kirche in Mitteldeutschland.

## Geschichte
Diese Kirche in Wöhlsdorf zählt mit zu den ältesten Kirchen in Ostthüringen. Sie war eine romanische Chorturmkirche aus dem 11. oder 12. Jahrhundert. Der spätgotische Chor wurde 1503 angebaut. Im Turmgeschoss ist zu dieser Zeit das Kreuzrippengewölbe eingebaut worden.

## Die Kirche selbst
Das Kirchenschiff ist flach gedeckt. Die Balken sind schiffsgekehlt. Die Fugen- und Ornamentmalereien stammen auch aus dieser Zeit.
Der spätgotische Flügelaltar trägt in der Mitte ein schlichtes lateinisches Kreuz mit stilisierten Weinranken in den Flügeln und ist mit Ährenbündeln geschmückt. Links vom Altar steht der 1852 gestiftete klassizistische Taufstein. Die Orgel aus dem Jahr 1730 ist eine künstlerische Leistung aus dem Barock.
In der Kirche sind Kunstrichtungen vereint wie: Romanik, Gotik, Barock, Klassizismus und Neugotik.